# Vårby
Vårby är en kommundel av Huddinge kommun i Stockholms län vars bebyggelse ingår i tätorten Stockholm. Vårby har en area av 6,5 km² med 10 727 invånare (31 december 2016) varav 78,0 procent med utländsk bakgrund. Kommundelen är Huddinges västligaste och gränsar i norr till Vårberg i Stockholms kommun. I nordöst ansluter kommundelen Segeltorp och i syd kommundelen Flemingsberg. I sydväst/nordväst gränsar Vårby mot Vårbyfjärden (en vik av Mälaren) och Albysjön. I Vårby ingår delområdena Vårby gård och Vårby Haga (Masmo).

## Äldre historia

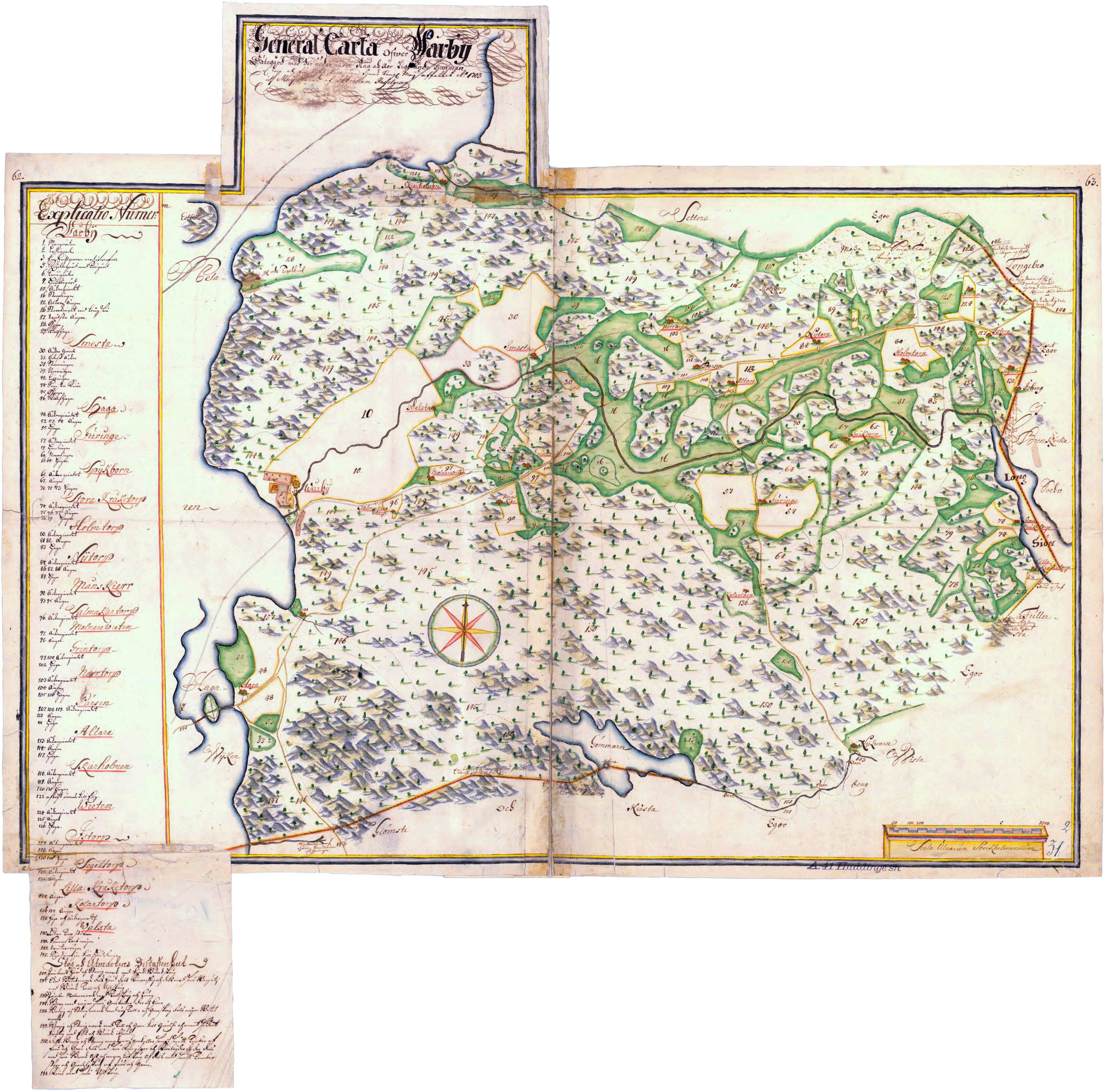
"General Carta öfwer Vårby sätegård...", 1703.

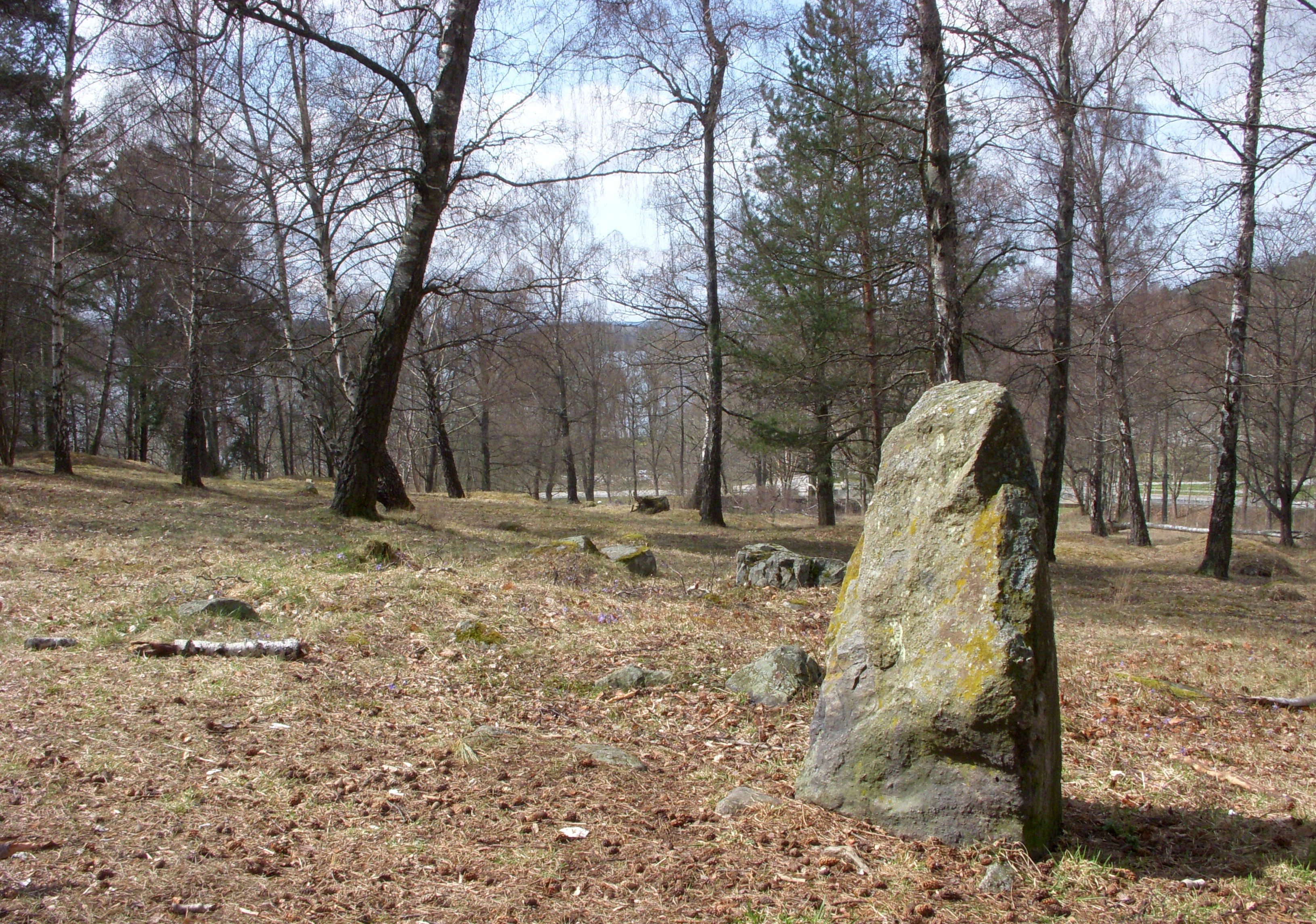
Vikingatida gravfält vid Vårby allé.

Troligen kom människor till Vårby-Masmoområdet redan under stenåldern. Strandlinjen mot slutet av stenåldern (runt 3000 f.Kr.) låg cirka 30 meter högre än idag och Östersjön gick in med en grund vik vid Masmo. Här fanns goda fångstmöjligheter av fisk och säl och i skogarna ovanför fanns gott om vilt, det var en utmärkt förutsättning för bosättning.
Under vikingatiden var Vårby den mäktigaste byn i området och en femtedel av Huddinges fornminnen finns just här. Bland annat finns resterna av två gravfält i Vårby gård belägna på Duvbergets sluttningen ner mot Mälaren. Här hittade en pojke 1871 Vårbyskatten, som ännu idag är Sörmlands största upphittade forntida silverskatt. Området hade även strategisk betydelse. På bergstopparna runtomkring (Korpberget och Vikingaberget) tändes vid fara så kallade vårdkasar. En stiliserad vårdkase utgör idag Huddinges kommunvapen. Även namnet ”Huddinge” anses komma från Vårby; det kan kopplas till ordet uddingar, alltså ”de som bor på udden”.
I medeltida dokument skrevs namnet Wardby (1381) respektive Waarby (1449) och det betyder vaktbyn. Under medeltiden tycks byn ha tillhört kyrkan, men reducerades under Gustav Vasa. 1550 gav han de fem gårdarna till sin sekreterare Clemet Hansson Skrivare. Fram till början av 1700-talet ingick Wårby (Vårby) helt eller delvis i den Olivebladska släkten. En person ur släkten; Magnus Oliveblad såg 1684 till att Vårby källa skulle bli hälsobrunn. År 1709 fick källan kungligt privilegium som surbrunn, efter att läkaren Urban Hjärne hade provat och godkänt vattnet.
Sedan 1670-talet är Södertäljevägen en av Stockholms huvudfärdvägar söderut, som sträcker sig genom Vårby. Södertäljevägen eller Wägen åth Södertällie och widare, som den kallades på Werner von Rosenfeldts karta över Stockholm från 1702 gick fram till 1950-talet söderut mot Botkyrka via Fittjanäset.

## Nyare historia

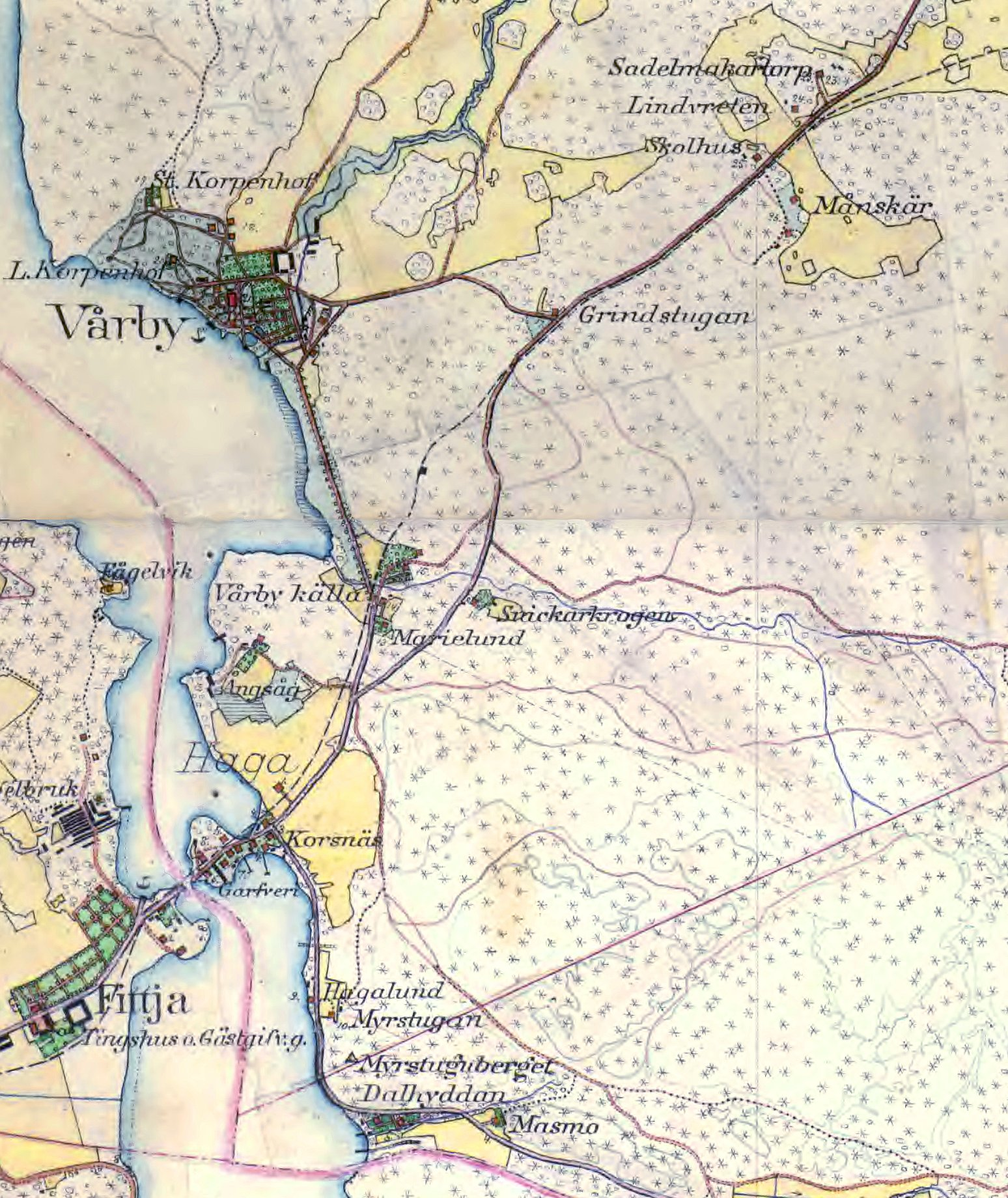
Vårby med omgivningar 1901.

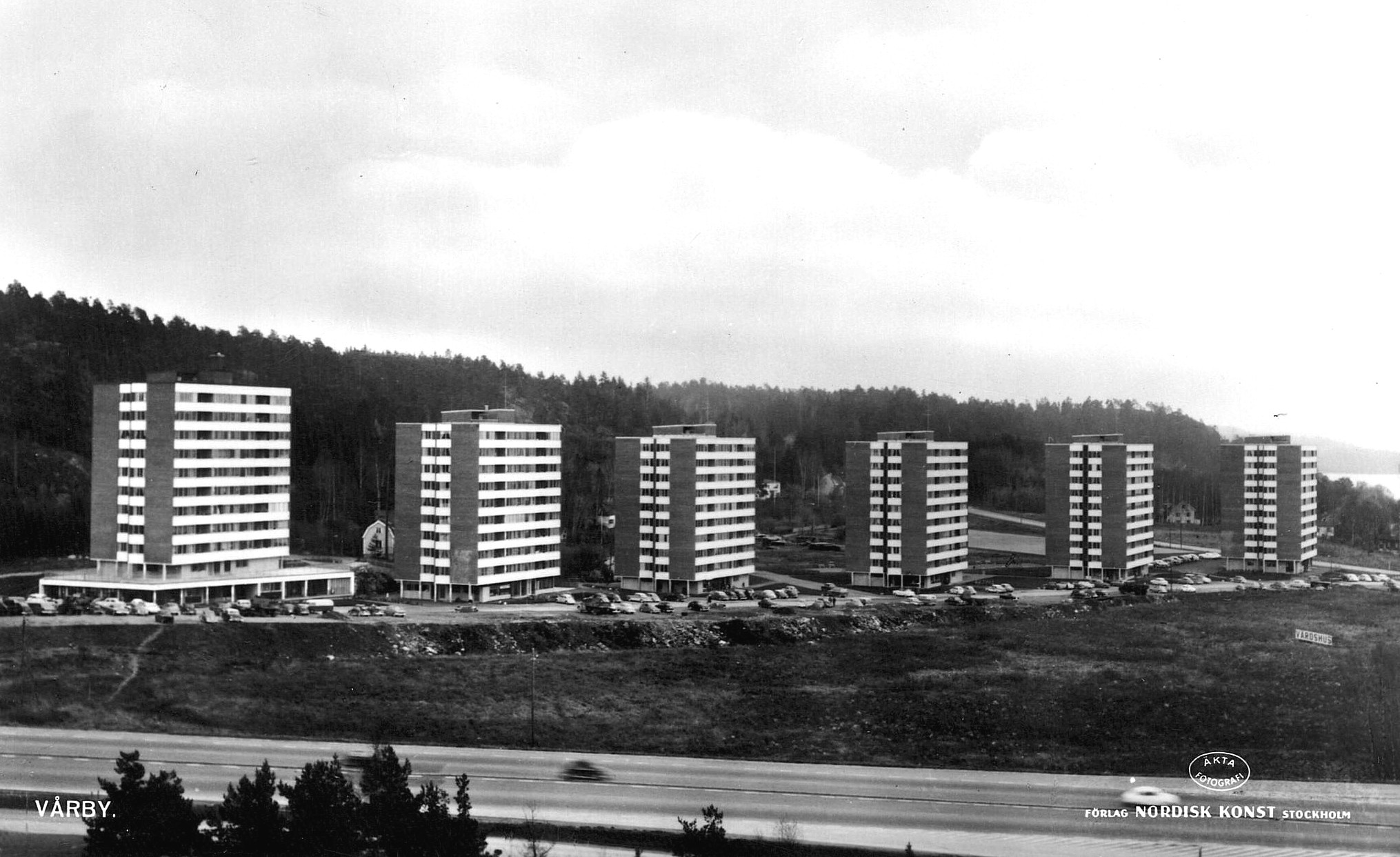
Vårby Haga omkring 1962.

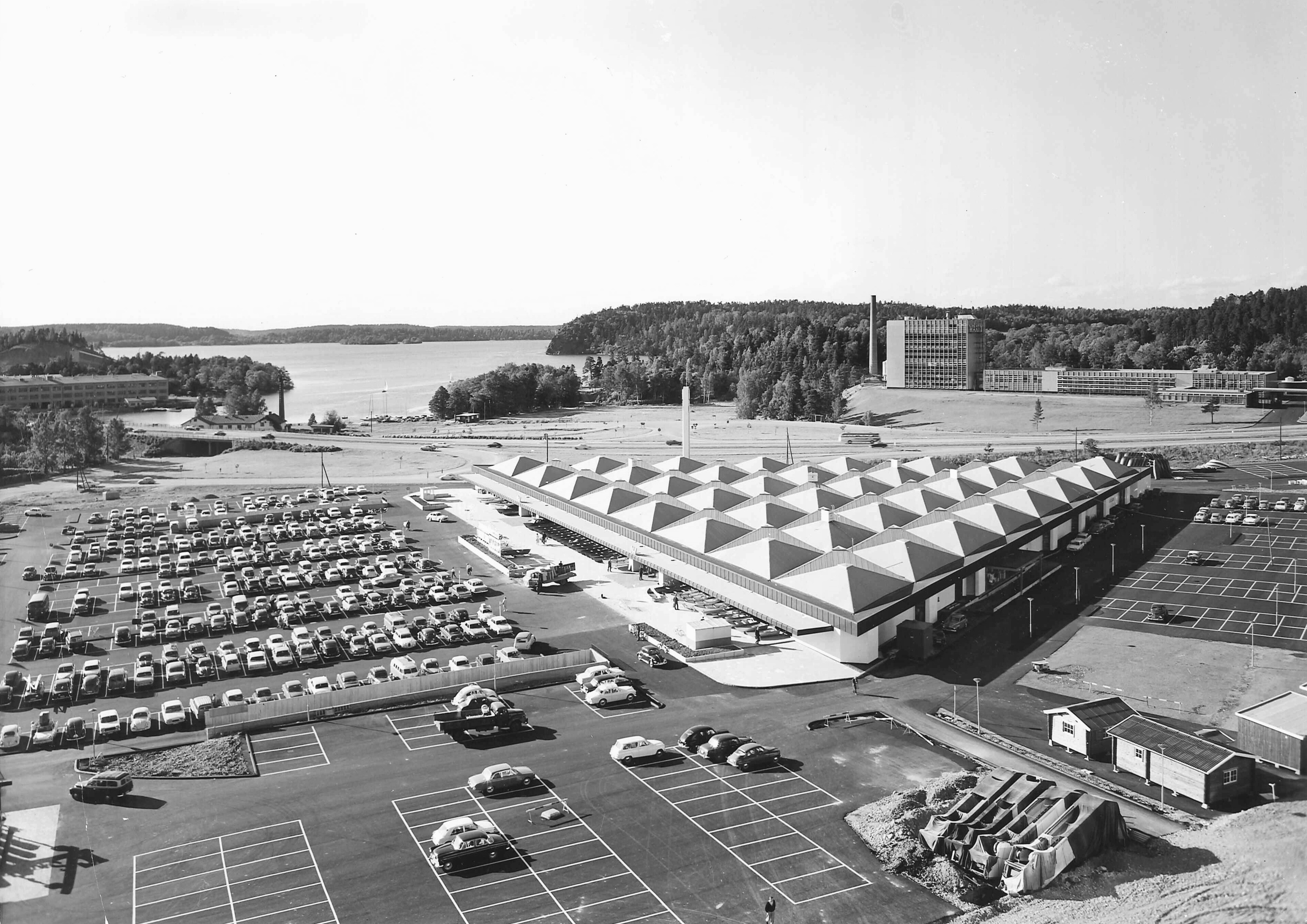
Obs! Vårby 1963.

Den nuvarande kommundelen Vårby består huvudsakligen av mark från det gamla Vårbygodset.  Ett stort infrastrukturprojekt berörde även Vårby i början av 1900-talet när Stockholms stad anlade en ny, cirka 20 kilometer lång huvudvattenledning från Norsborgs vattenverk in till Trekantsreservoaren (se Huvudvattenledning Norsborg-Stockholm och Vattenvaktarstugorna). 
Bland äldre villor kan nämnas Masmo villa vid Masmovägen 23, ritad 1910 i herrgårdsstil av den kände arkitekten Ferdinand Boberg. Bortsett från den äldre bebyggelsen var kommundelen fram till 1920-talet i stort sett obebyggd. Därefter började mark längs Södertäljevägen och mot Mälaren exploateras. 1928 godkände länsstyrelsen två styckningsplaner. I styckningsplanen ingick även ett trafikreservat för en förortsbana till Fittja.
På 1950-talet ombyggdes Södertäljevägen till motorväg. I ett triangelformad område öster om den nya motorvägen öppnade 1963  Kooperativa Förbundets första stormarknad i Sverige, det var Obs! Stormarknad i Vårby, som låg med bra skyltläge intill den nybyggda motorvägen (Södertäljevägen - E4/E20). Förebilden var de amerikanska "supermarkets" och KF kallade sin anläggning "rabattvaruhuset". Byggnaden hade ritats av KFAI, KF:s eget arkitektkontor. Nästan samtidigt byggdes sex punkthus och det cirka 300 meter långe bostadshuset Ormen Långe strax norr om Obs! (arkitekt Andreas Carstens). Fortfarande är Ormen Långe störst i sitt slag i Huddinge.
Vårbyaffären var en markaffär 1961 då Huddinge kommun och Stockholms kommun köpte mark av varandra och kommungränsen drogs om. Affären skedde under stort hemlighetsmakeri, och när affären offentliggjordes så drabbades Stockholm av en politisk kris som fick stor uppmärksamhet i pressen. Efter beslut i Stockholms kommunfullmäktige att dra tunnelbanan ut till Norsborg började bebyggelse med flerbostadshus enligt miljonprogrammet växa upp längs sträckan och stod klar under första hälften av 1970-talet. 
År 1975 invigdes Vårby gårds kyrka vid Vårby allé. Byggnaden är en egenvillig skapelse i postmodern stil ritad av arkitekt Harald Thafvelin. På 1980-talet uppfördes bostadsområdet Myrstuguberget med 411 lägenheter och Ralph Erskine som arkitekt. Vårby strandbad vid Mälaren har en cirka 100 meter lång sandstrand och badbrygga samt kiosk.
Största industri i Vårby var Wårby Bryggerier med produktion av mineralvatten, läskedrycker och öl. Wårby Bryggerier, som var ett företag inom konsumentkooperationen (KF) hade sitt ursprung i Wårby Hälsobrunn AB, grundat 1942, och Gnesta bryggeri AB, grundat 1898. År 1989 förvärvades Wårby Bryggerier av Spendrups Bryggeri AB, som etablerade här Spendrups bryggeri, Vårby. År 2011 beslöt Spendrups att lägga ner bryggeriet, vilket genomförs i augusti 2013.
I oktober 2008 invigdes Vårbyhuset i Vårby gårds centrum. I byggnaden samlas och samsas skola, fritidsgård, bibliotek, barnkonstmuseum och kommunens kundtjänst, Information Huddinge. Fasaden pryds av en keramikrelief med namn Vårbyskatter skapad av konstnären Mari Pårup. Det var Vårbyskatten som inspirerade henne. För närvarande (2012) planeras Södertörnsledens anslutning till E4/E20 med en tunnel genom Masmoberget. Trafikplatsen kommer att förändra området kring Vårby källa och Gömmarbäcken.
Under perioden 2008-2012 var Vårby ett LUA-område. Sedan 2017 klassas Vårby av Polisen som ett Utsatt område.

### Vårby allé
Vårby allé ledde ursprungligen fram mellan den numera rivna gården Vårby gård och Vårby källa. Allén gick längs Mälaren i rak nord-sydlig riktning. Trädplanteringen, som består huvudsakligen av askar, till kom troligen på 1840-talet. Delar av den gamla allén med sina alléträd är bevarade som en parallellgata till dagens Vårby allé. Här finns bland annat Spendrups bryggeri och Vårby strandbad. 
Söder om Vårby källa korsade Vårby allé Södertäljevägen och fortsatte sedan i en svag högerkurva för att sluta vid Fittjanäset. Sträckan mot Fittjanäset lades om på 1960-talet i samband med bygget av motorvägen.
Mot norr och i höjd med Vårbackaskolan rundar allén (i en tvär sväng mot öst) ett stort gravfält från vikingatiden. Här påträffades 1871 Vårbyskatten av en pojke i 14 års ålder. Den delen av Vårby allé anlades på 1960-talets slut, vid södra sidan ligger Vårby gårds kyrka och vid norra sidan Vårby gårds centrum.

## Intressanta platser och byggnader
I alfabetisk ordning:

- Dalhyddan och Masmo villa
- Fittjanäset
- Flyghangaren vid Vårbyfjärden
- Gömmarbäckens ravin
- Hagalunds tvätterimuseum
- Korpberget
- Masmoberget
- Obs! Stormarknad, Vårby
- Ormen Långe
- Sadelmakartorp
- Vårby källa
- Vårby strandbad
- Vårbybäcken
- Wårby Bryggerier och Spendrups bryggeri, Vårby
- Vårbyparken
- Vårby herrgårdspark

## Bilder

Sevärdheter
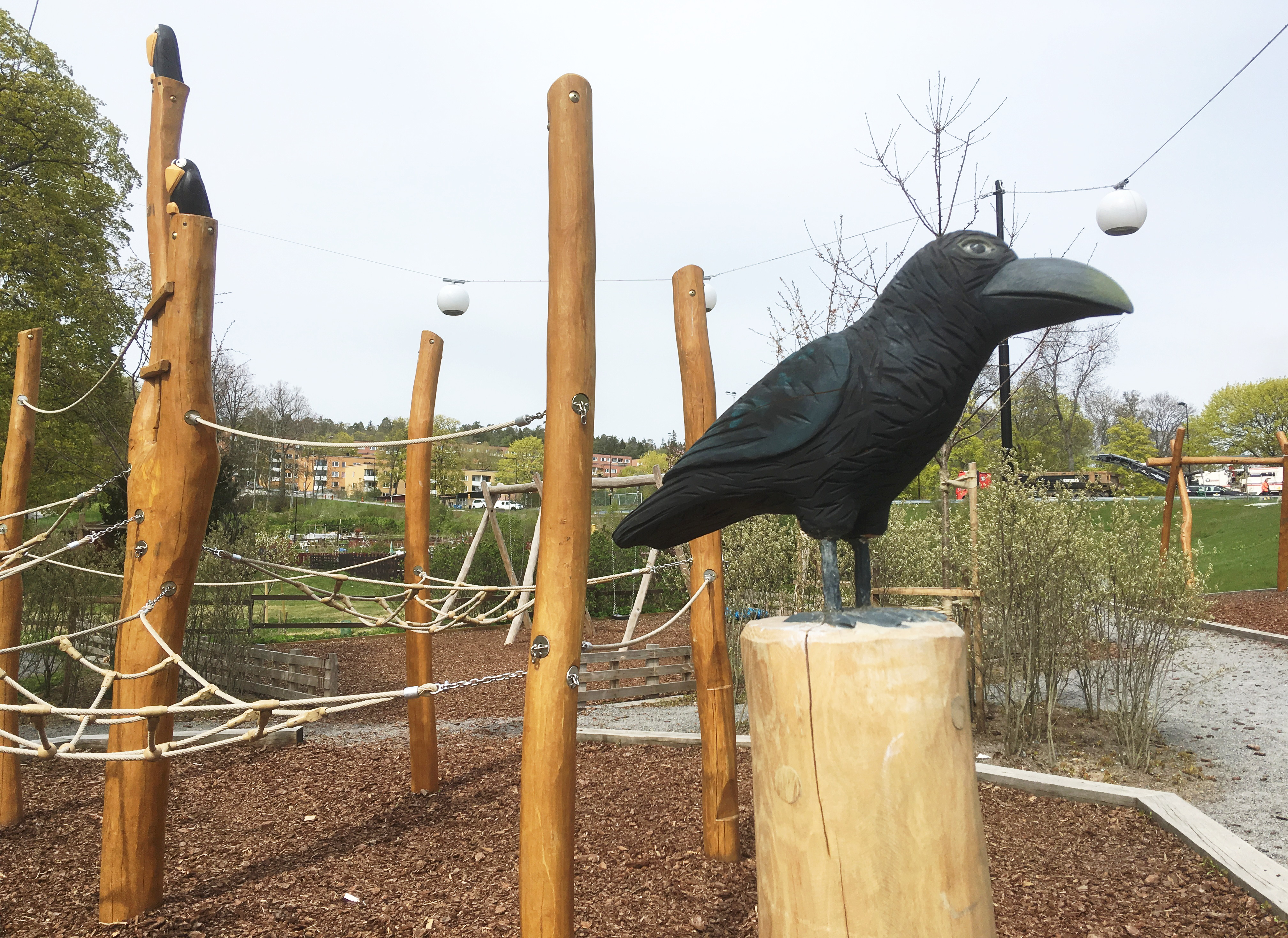
Vårby herrgårdspark
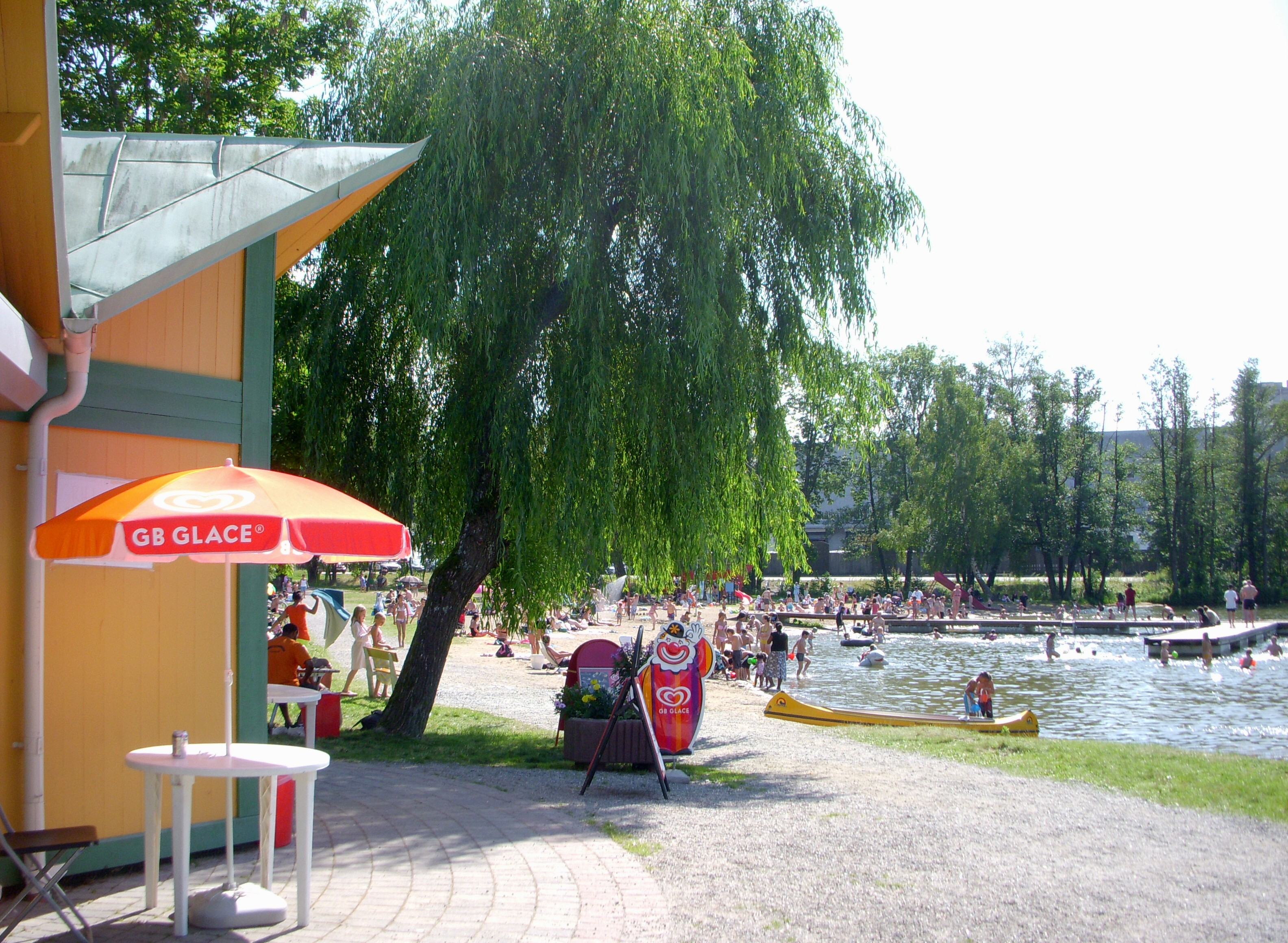
Vårby strandbad
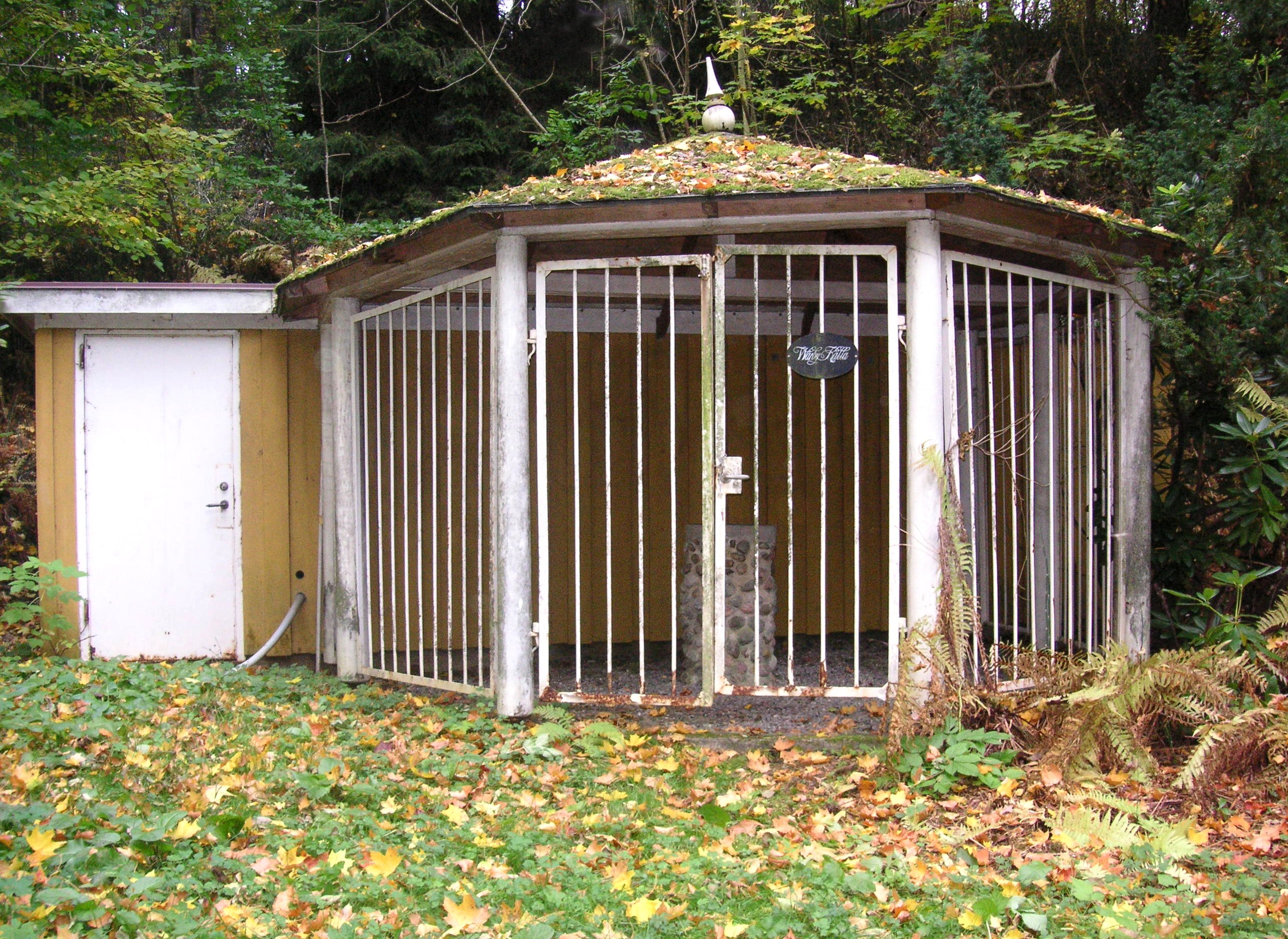
Vårby källa
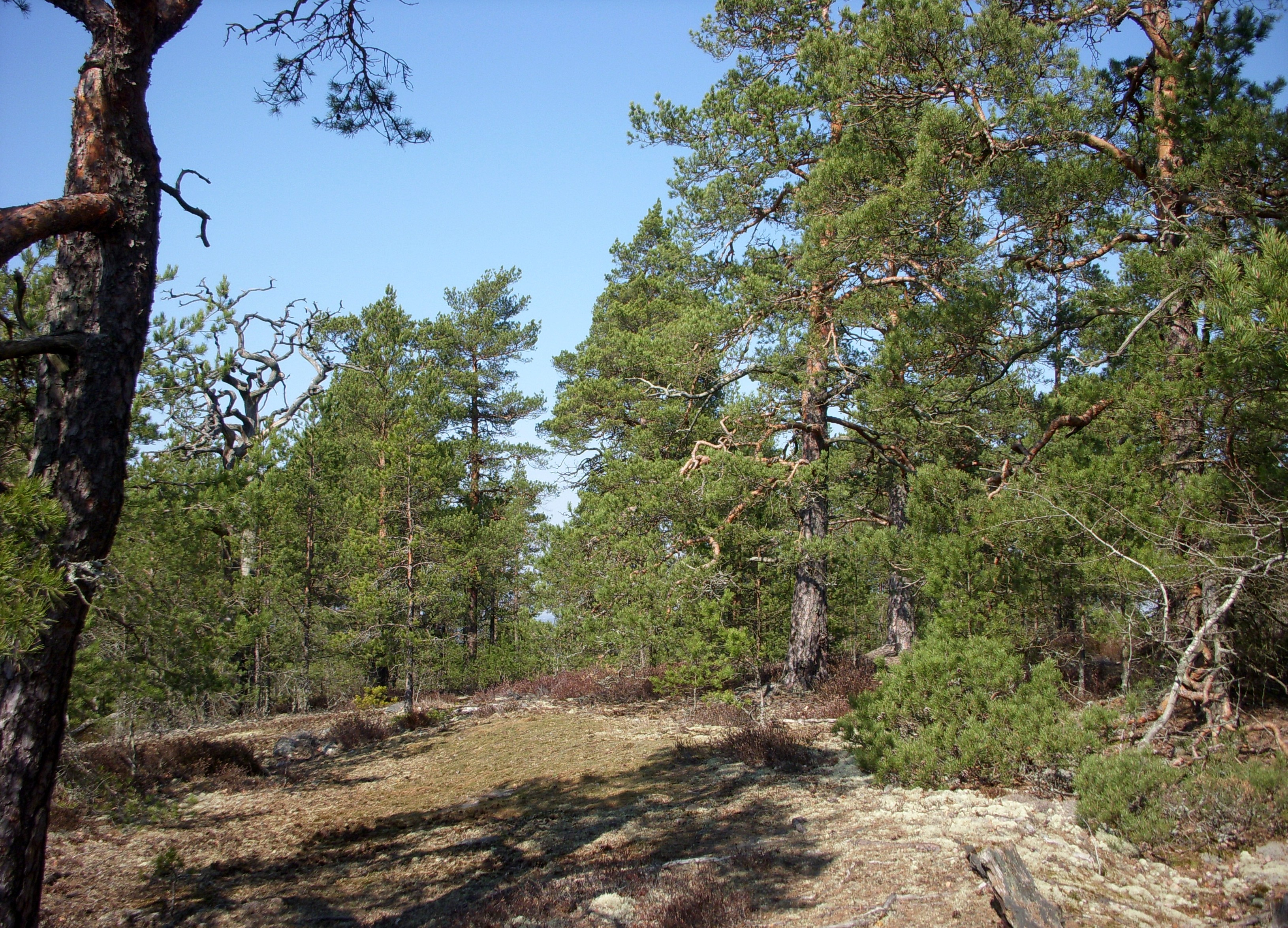
Korpberget
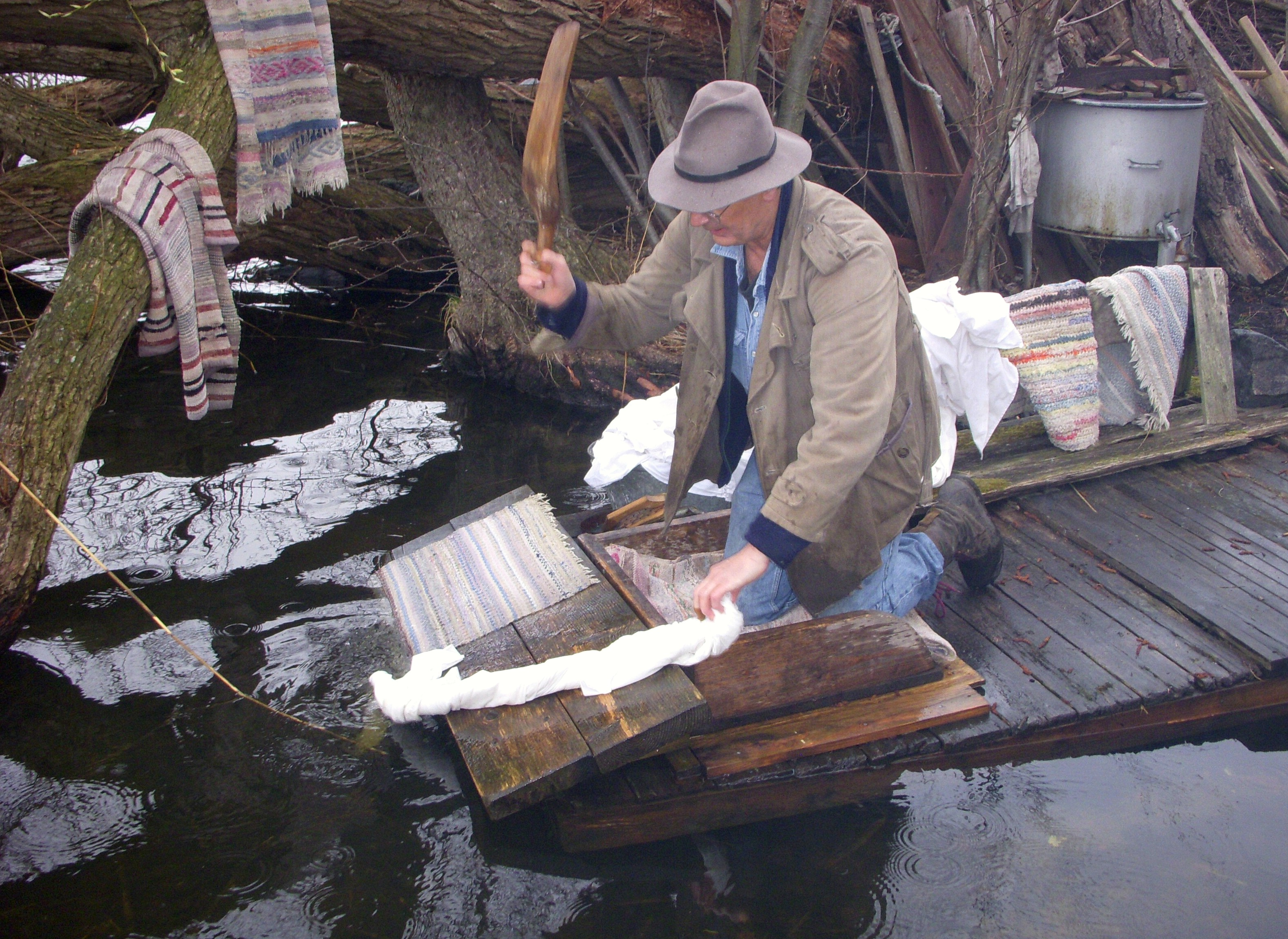
Hagalunds tvätterimuseum

Byggnader
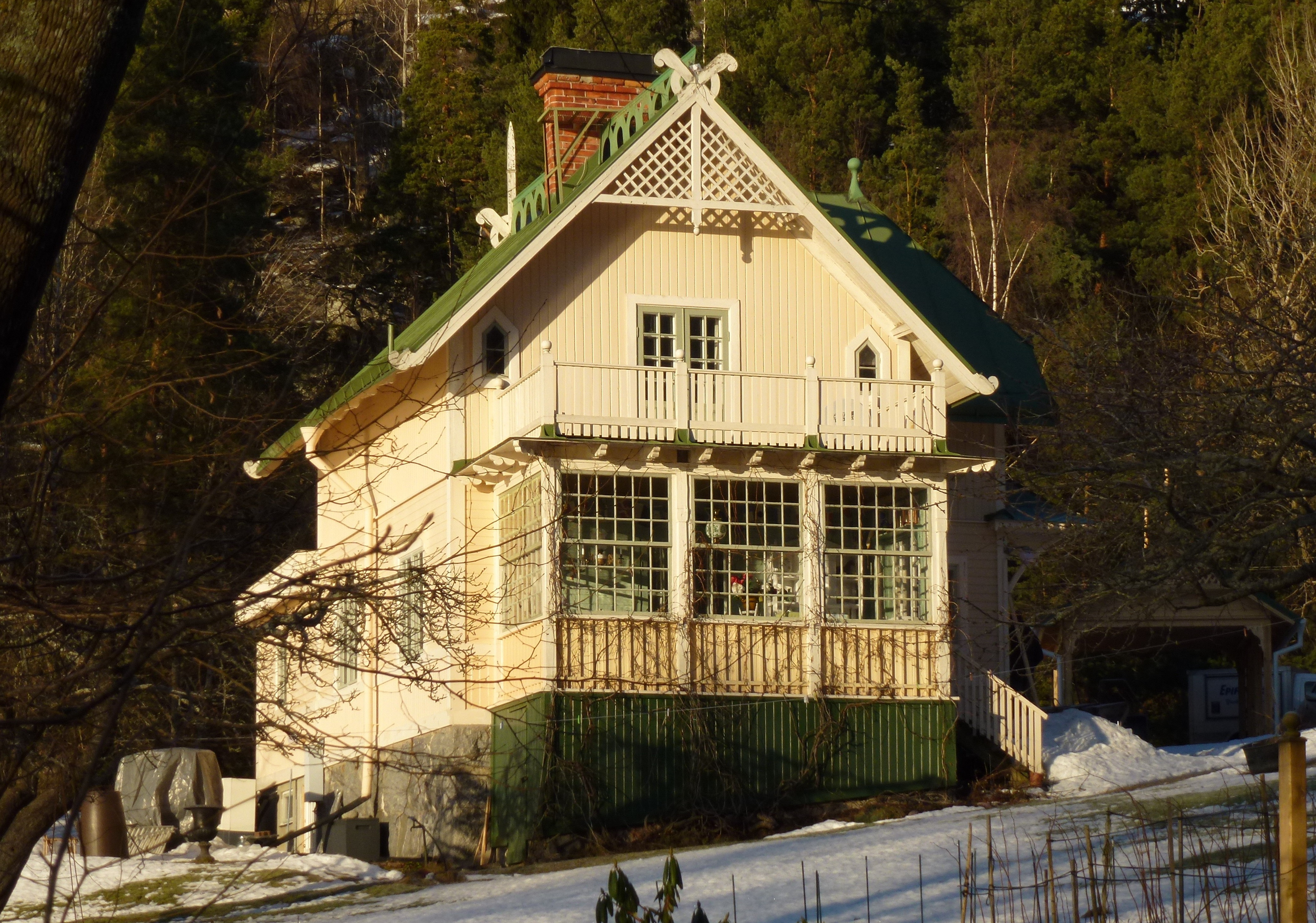
Dalhyddan
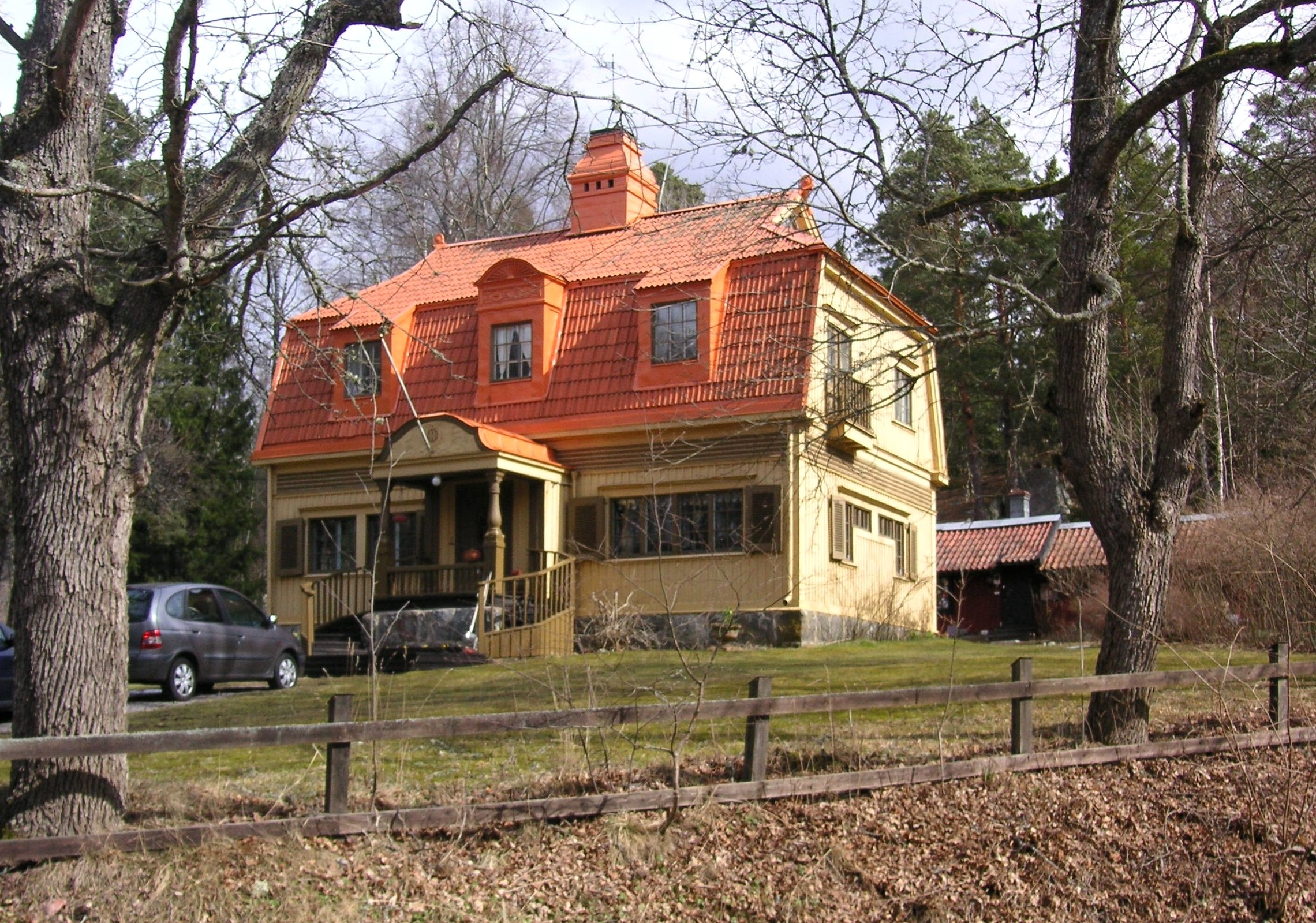
Masmo gård
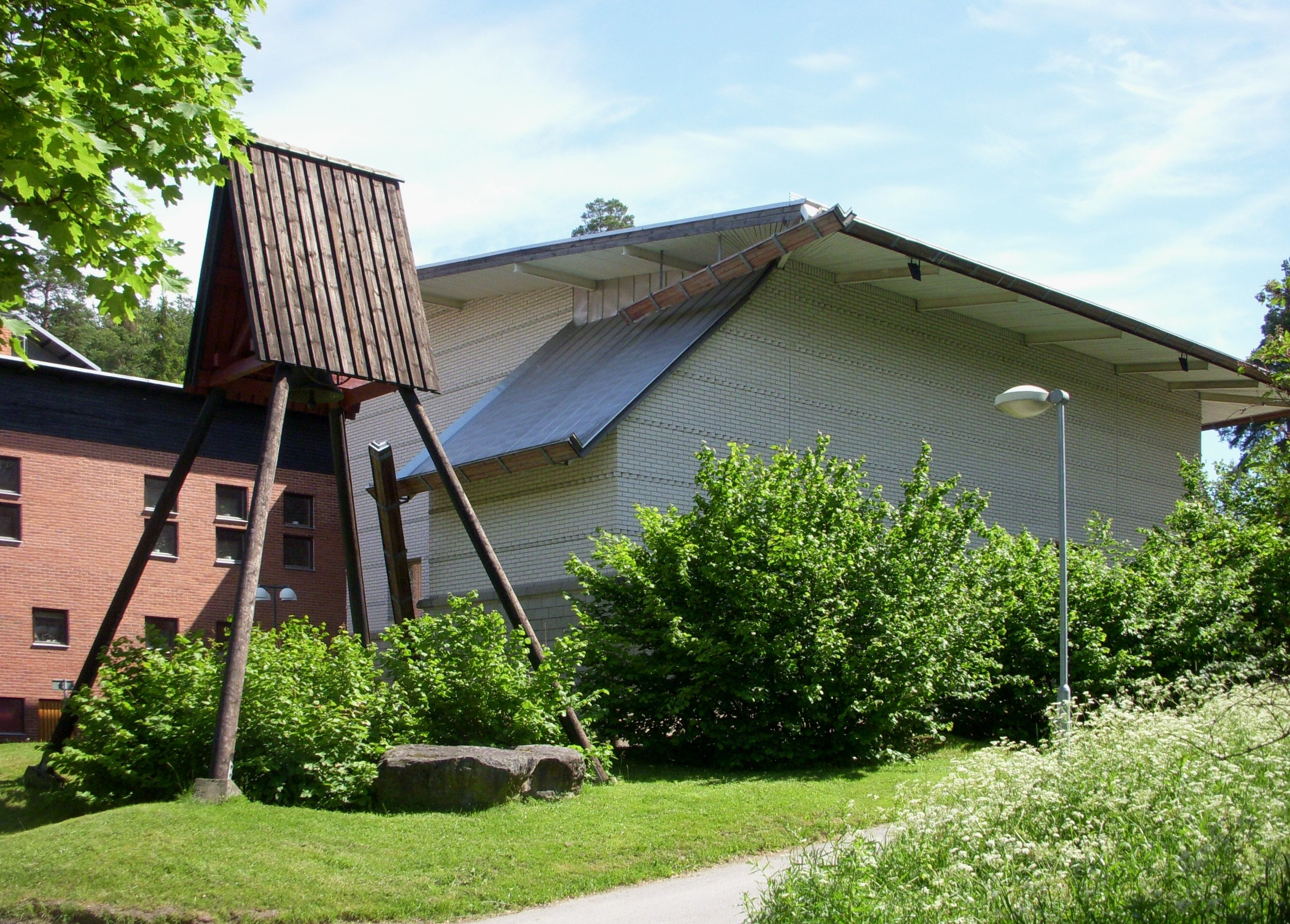
Vårby gårds kyrka
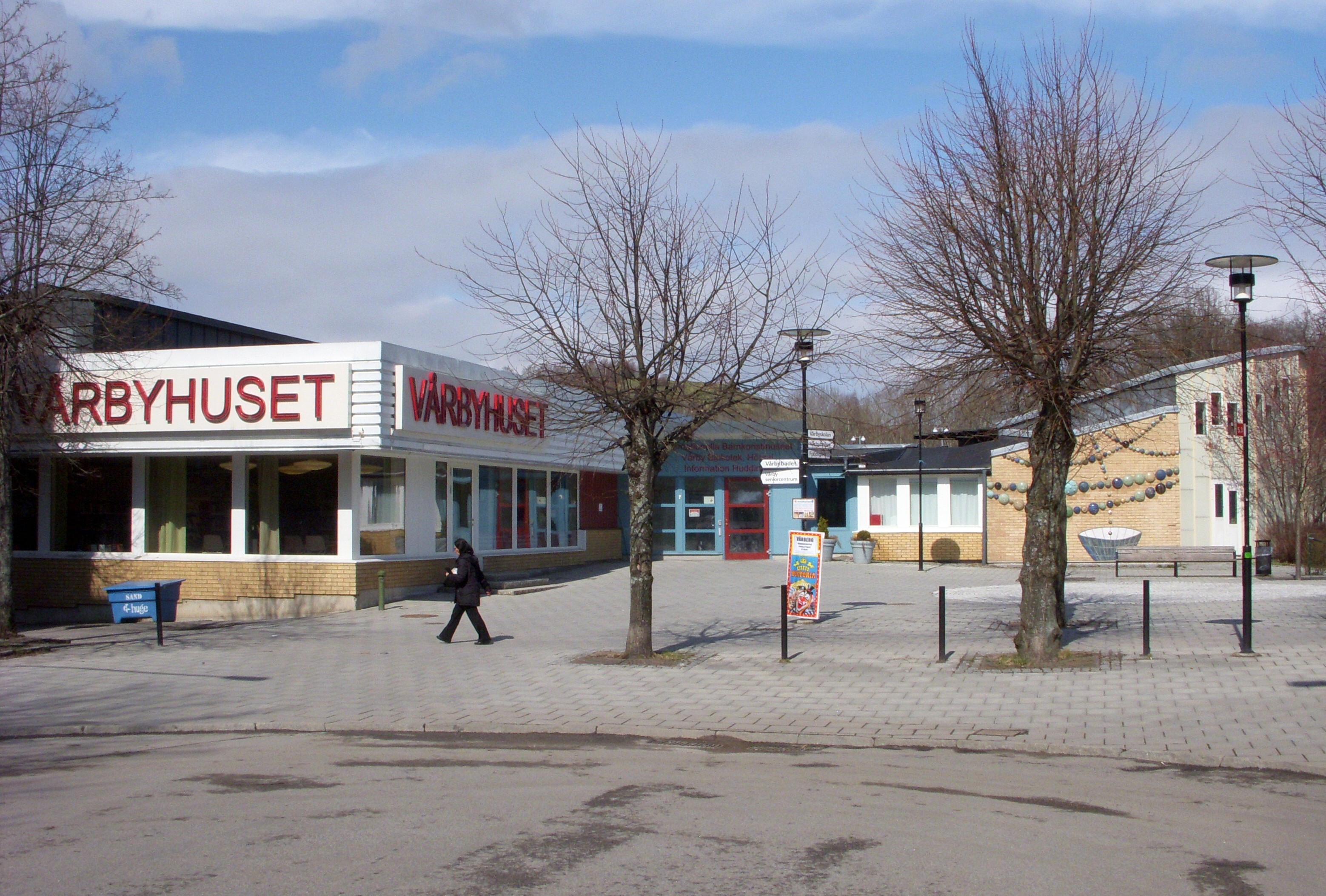
Vårbyhuset
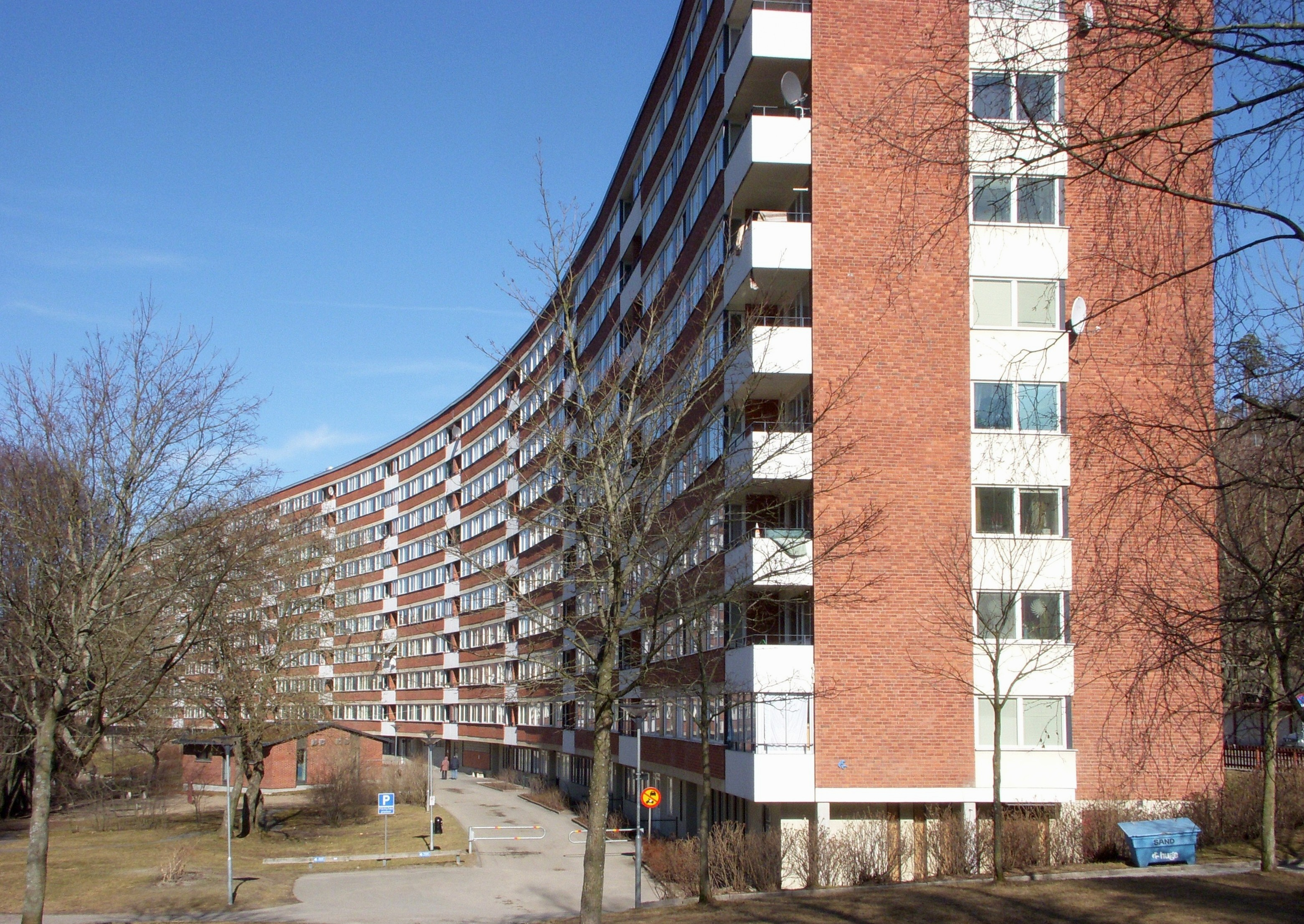
Ormen Långe

## Skolor

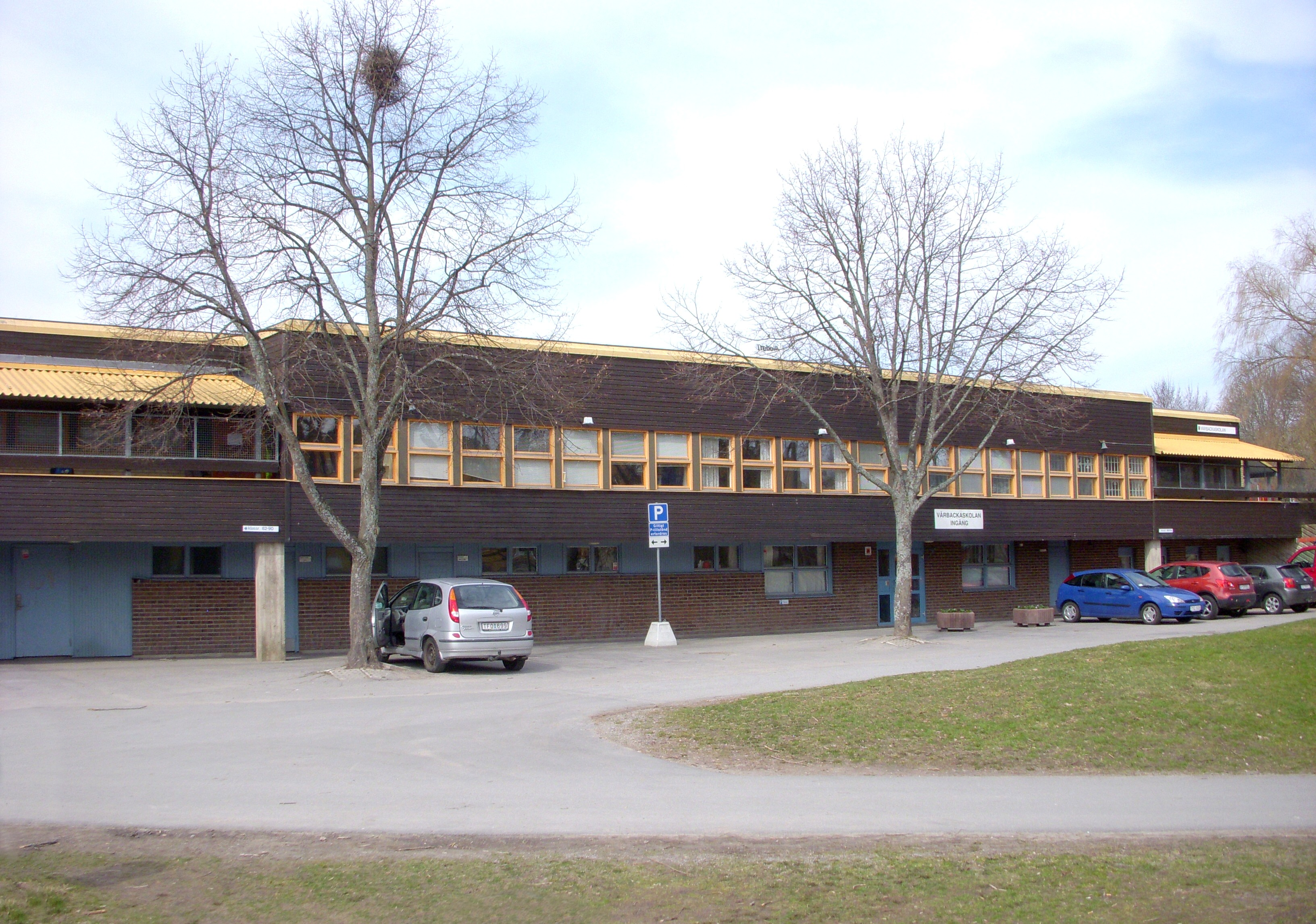
Vårbackaskolan 2012.

- Myrstugubergets friskola, Myrstuguvägen 357
- Pärlans skola, Bäckgårdsvägen 41
- Vårbyskolan, Vårby Allé 26-30
- Vårbackaskolan, Vårbackavägen 2
- Grindstuskolan, Mogårdsvägen 10-12
- Gamla Vårby skola, existerade mellan 1901 och 1942
- Hagaskolan, existerade mellan 1968 och 1996